# Dacia Dokker
Le Dacia Dokker est un véhicule utilitaire léger et ludospace économique commercialisée par la marque en Europe, au Maroc, en Turquie et en Israël sous la marque Dacia et sous la marque Renault sur les autres marchés.

## Présentation
Le Dacia Dokker est un ludospace présenté en mai 2012 pour un lancement commercial envisagé en septembre 2012. Dérivé du monospace Dacia Lodgy, il en conserve la face avant, mais est raccourci et adopte des portes latérales coulissantes, le Dokker familial est développé sous le nom de code K67. Un dérivé utilitaire Dokker Van développé sous le code F67 est présenté de manière simultanée.
Bien que tenu secret jusqu'à sa présentation officielle le 20 mai 2012, le nom de Dokker est évoqué dans la presse dès la fin d'année 2011.

## Production

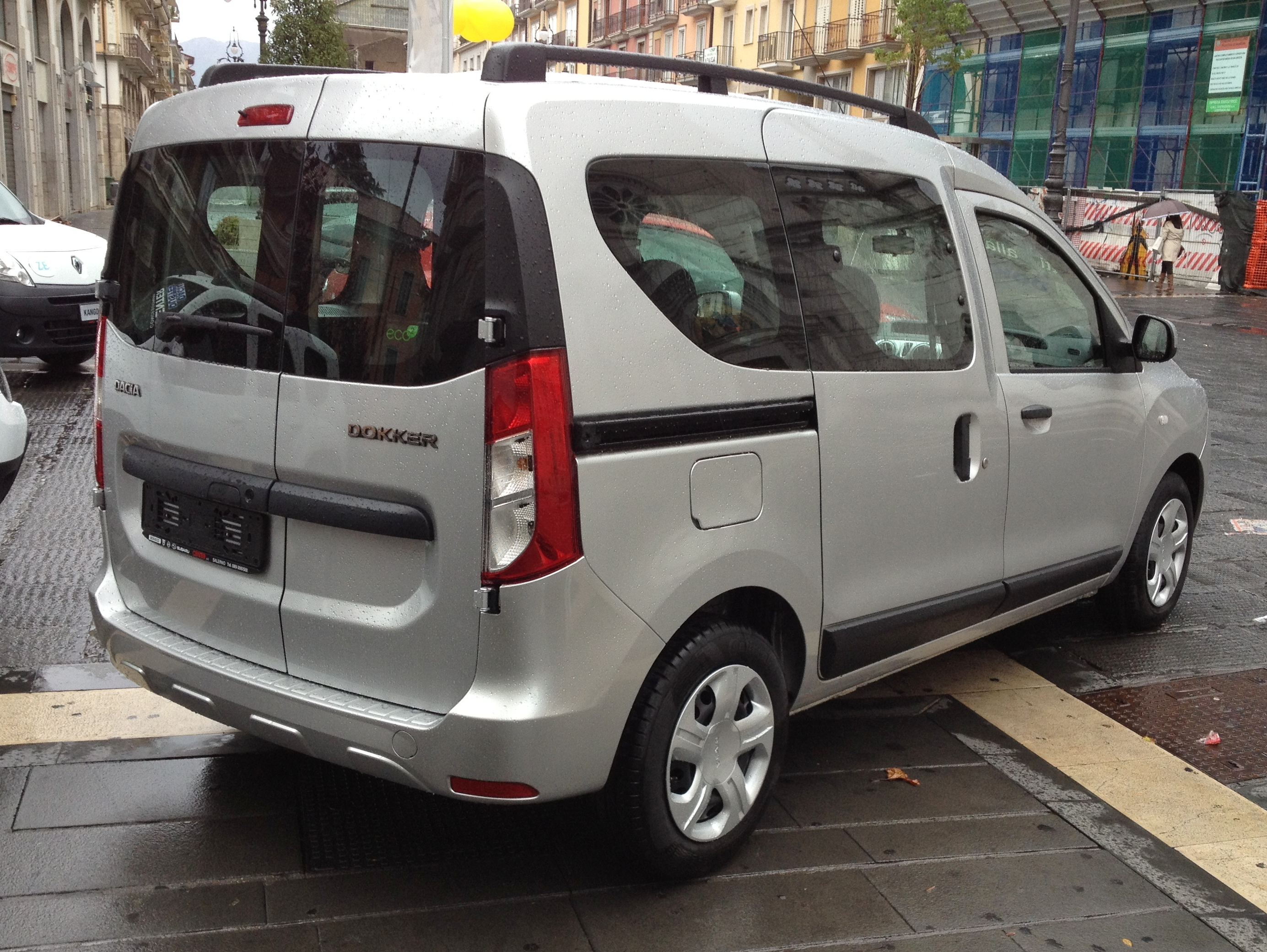
Dacia Dokker phase 1

La production du Dokker est confiée à l'usine de Tanger au Maroc où sont déjà produits le Lodgy, puis les Sandero II et Logan II. L'entreprise Kolle adaptait aussi le Dokker en version pick-up ou avec une benne motorisée.
Bien que les commandes soient ouvertes dès le mois de septembre 2012, les premières livraisons n'interviennent qu'à la toute fin de la même année. Le Dokker est exposé pour la première fois au Mondial de l'automobile de Paris 2012.
En 2014, 57 654 Dokker ont été produites, dont 1 474 sous la marque Renault.
La gamme est renouvelée en octobre 2015, tous les moteurs passant à la norme Euro 6 et disposant du Stop&Start de série.
En 2016, les Lodgy et Dokker sont restylés pour le millésime 2017 : ils reçoivent une calandre à huit barrettes, la baguette chromée arrive sur le hayon du Lodgy avec de nouvelles jantes tandis qu'à l'intérieur, de nouvelles selleries et de matériaux avec un volant à quatre branches apparaissent aussi dans les deux autos.

### Renault Kangoo

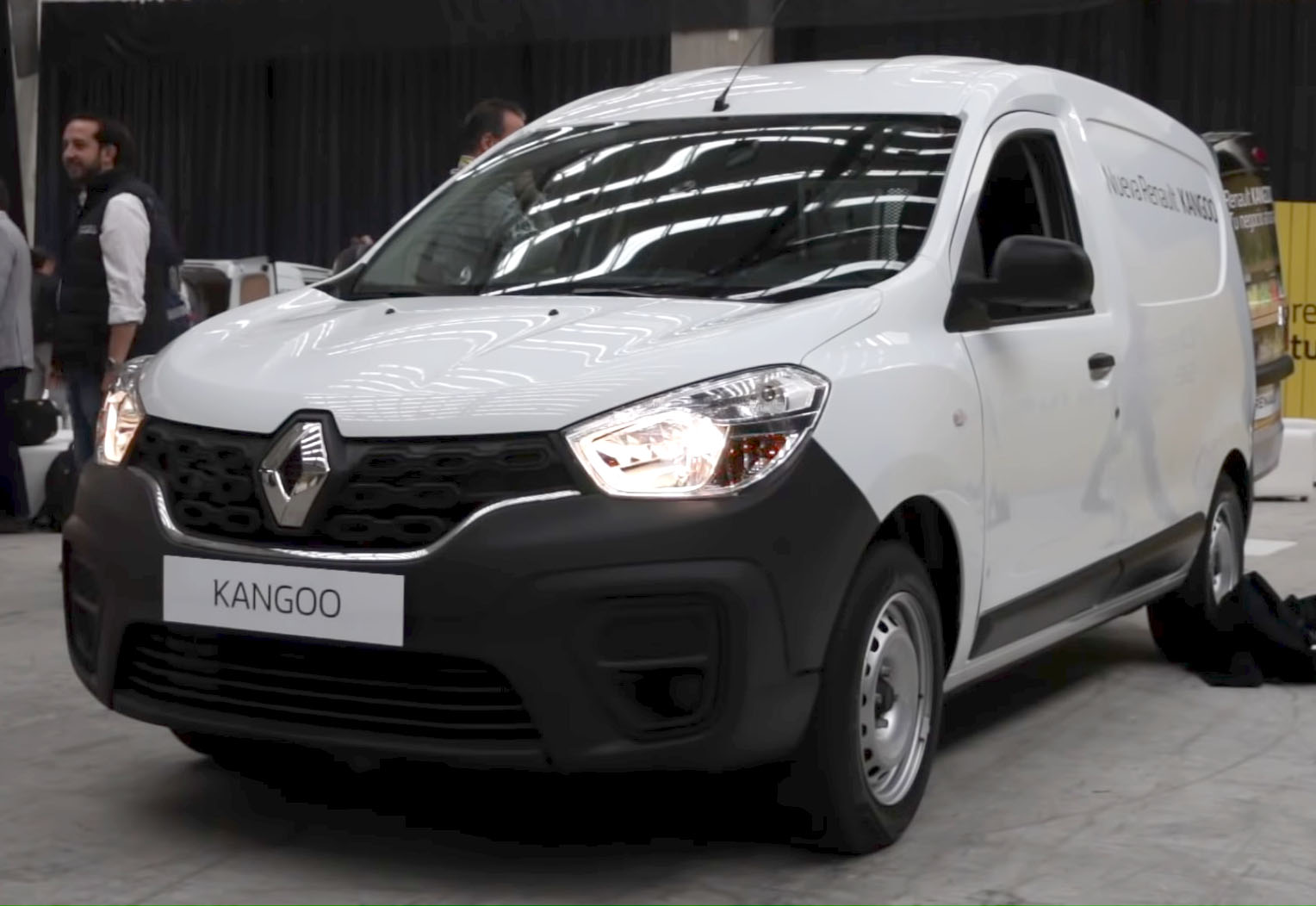
Renault Kangoo Express (modèle sud-américain)

Depuis 2018, il est également produit à l'usine Renault de Córdoba. Ce modèle est vendu par la marque Renault dans certains pays d'Amérique latine sous le nom Renault Kangoo. Il remplace la première génération, vendue localement depuis 1999. 
Il est produit en version utilitaire (appelé Kangoo Express, ou Kangoo au Mexique) et civile (dont version baroudeuse Stepway). Le modèle utilitaire est exporté vers quelques autres pays d'Amérique latine tels que la Colombie, l'Uruguay, le Paraguay et le Mexique. Dès l'été 2023, le véhicule est également exporté vers l'Algérie.

### Renault Express
Le Dacia Dokker cesse d'être produit en 2021, mais une version mise au goût du jour au niveau technique comme stylistique est intégrée à la gamme Renault sous le nom de Renault Express. Une version utilitaire est proposée en Europe occidentale, et elle est accompagnée d'une version civile sur les marchés émergents (notamment au Maroc, où il est produit).

## Version Utilitaire

### Van

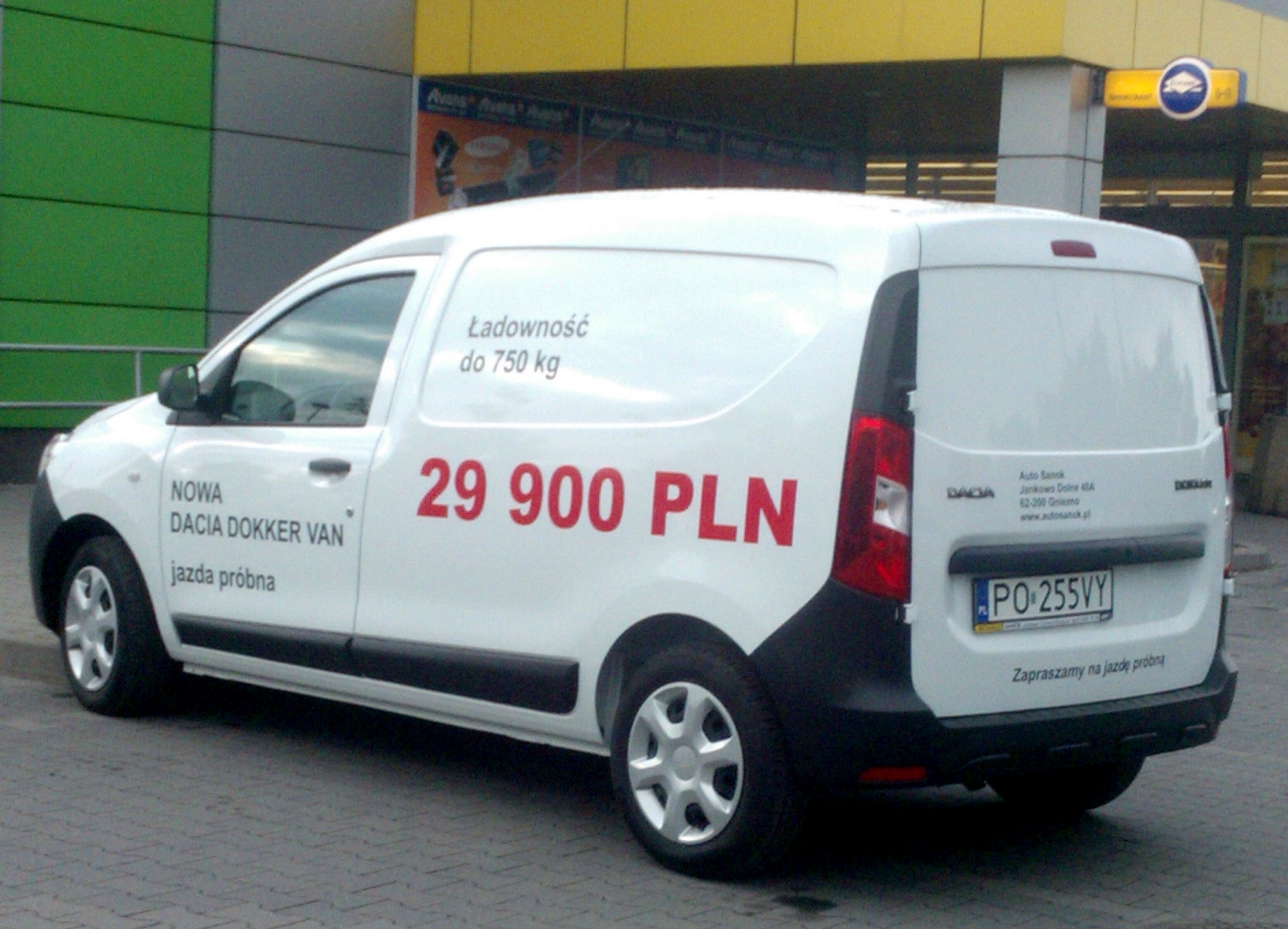
Vue arrière d'un van Dokker

Le Dokker Van (ventes arrêtées prématurément en France) est un véhicule utilitaire. Il est principalement vendu sous la marque Renault dans certains pays d'Europe de l'Est.

### Pick-Up
À la suite du remplacement de la Dacia Logan et sa déclinaison pick-up non-renouvelée, Dacia fait transformer son Dokker en pick-up par une entreprise indépendante, Kolle. Les vitres arrière disparaissent. La capacité de chargement est de 750 kilos. Ce pick-up peut être équipé d'une benne ou d'une benne articulée avec un vérin hydraulique. 

## Dokker Stepway
À partir de 2014, le Dokker Stepway est commercialisé. Ce ludospace se caractérise par une garde au sol rehaussée et des renforts avant, arrière et latéraux, à l'image du crossover Dacia Sandero Stepway.

## Séries spéciales
- Explorer
- Advance
- Techroad